# Férfi 3 méteres szinkronugrás a 2014-es úszó-Európa-bajnokságon
A férfi 3 méteres szinkronugrást a 2014-es úszó-Európa-bajnokságon augusztus 22-én rendezték meg. Délben a selejtezőt és délután pedig a döntőt.
A kontinensviadal az orosz Ilja Zaharov, Jevgenyij Kuznyecov kettős sikerével ért véget.

## Eredmény
Zölddel kiemelve a döntőbe jutottak.
| Helyezés | Ország             | Versenyző                               | Selejtező | Selejtező | Döntő   | Döntő  |
| Helyezés | Ország             | Versenyző                               | Rangsor   | Pontok    | Rangsor | Pontok |
| -------- | ------------------ | --------------------------------------- | --------- | --------- | ------- | ------ |
| Arany    | Oroszország        | Ilja Zaharov / Jevgenyij Kuznyecov      | 1.        | 436,41    | 1.      | 464,64 |
| Ezüst    | Németország        | Patrick Hausding / Stephan Feck         | 2.        | 413,97    | 2.      | 438,15 |
| Bronz    | Ukrajna            | Olekszandr Horskovozov / Illja Kvasa    | 3.        | 408,39    | 3.      | 433,98 |
| 4.       | Olaszország        | Michele Benedetti / Giovanni Tocci      | 5.        | 386,04    | 4.      | 400,59 |
| 5.       | Egyesült Királyság | Christopher Mears / Jack Laugher        | 4.        | 399,15    | 5.      | 391,98 |
| 6.       | Ausztria           | Constantin Blaha / Fabian Brandl        | 8.        | 365,28    | 6.      | 383,19 |
| 7.       | Lengyelország      | Andrzej Rzeszutek / Kacper Lesiak       | 6.        | 372,39    | 7.      | 381,36 |
| 8.       | Görögország        | Sztéfanosz Paparúnasz / Michail Fafalis | 7.        | 368,01    | 8.      | 368,37 |
| 9.       | Fehéroroszország   | Andrei Pavluk / Jauheni Karaliu         | 9.        | 363,39    |         |        |